# Qualiano
Qualiano là một đô thị ở tỉnh Napoli ở vùng Campania, cách khoảng 13 km về phía tây bắc của Napoli. Tại thời điểm ngày 31 tháng 12 năm 2004, đô thị này có dân số 25.452 người và diện tích là 7,3 km².
Qualiano giáp các đô thị: Calvizzano, Giugliano in Campania, Villaricca.